# Telenovela Channel
Telenovela Channel (abreviado informalmente TNC, estilizado como TeleNovela) foi um canal a cabo baseado na telenovela na rede filipina de propriedade da Beginnings at Twenty Plus, Inc., com a parceria da Televisa. O canal opera sem interrupções 24 horas por dia, sete dias por semana.
É o primeiro canal de telenovelas na Ásia. Ele transmitiu sua primeira transmissão de teste de agosto a setembro de 2011; A transmissão regular começou em 14 de novembro de 2011. Canal da aos telespectadores a chance de assistir suas telenovelas mexicanas favoritas produzidas pela Televisa a qualquer hora do dia. O Telenovela Channel foi viabilizado por meio de uma parceria entre a Beginnings at Twenty Plus, Inc. e a Televisa, que é a produtora exclusiva e distribuidora internacional de telenovelas para este canal.
Desde 2011 até 2013, todas as novelas são dubladas em tagalo.
Desde 2013 até 2024, todas as novelas são dubladas em inglês.
Foi anunciado em 1º de fevereiro de 2024 que o canal fecharia após 12 anos em 1º de março de 2024.

## Programas atuais

### Telenovelas
- In Love with Ramón (19 de julho de 2021 – presente)
- I Plead Guilty (4 de outubro de 2021 - presente)
- It Had to Be You (4 de outubro de 2021 - presente)
- Papá a toda madre (11 de outubro de 2021 - presente)

### Compras para casa
- TV Shop Philippines (2014-presente)

## Programas anteriores

#### Novelas dubladas em tagalo (2011-2013)
- Passion (16 de novembro de 2011-25 de março de 2012)
- Love Spell (7 de maio-14 de setembro de 2012)
- The Two Sides of Ana (14 de novembro de 2011-6 de maio de 2012)
- Big Love (7 de maio de 2012-22 de fevereiro de 2013)
- In the Name of Love (14 de novembro de 2011-8 de julho de 2012)
- Marimar (9 de julho de 2012-8 de fevereiro de 2013)
- A Woman's Word (26 de março-21 de outubro de 2012)
- La madrastra (14 de novembro de 2011-6 de maio de 2012)

#### Novelas dubladas em inglês (desde 2013)
- Rafaela (1 de abril-13 de setembro de 2013)
- A Woman of Steel (1 de abril-18 de outubro 2013)
- Triumph of Love (22 de julho de 2013-21 de março de 2014)
- The Power of Destiny (14 de abril-19 de setembro de 2014)
- Don't Mess with an Angel (já exibida pela ABS-CBN como Maria de Jesus: Ang Anghel sa Lansangan [2009-2010]; reprise em inglês [7 de julho de 2014-17 de abril de 2015])
- The One Who Couldn't Love (12 de maio de 2014-9 de janeiro de 2015)
- Abyss of Passion (13 de abril de 2015-15 de janeiro de 2016)
- Rubí (já exibida pela ABS-CBN em 2005 e refeito em uma adaptação filipina [20 de abril de 2015-15 de janeiro de 2016])
- Valiant Love (18 de maio de 2015-26 de fevereiro de 2016)
- The Lady from Vendaval (28 de setembro de 2015-17 de junho de 2016)
- Crown of Tears (18 de janeiro-1 de julho de 2016)
- Timeless Love (18 de janeiro-29 de setembro de 2016)
- The Tempest (20 de junho de 2016-13 de janeiro de 2017)
- Life of Lies (10 de outubro de 2016-24 de março de 2017)
- What Life Took From Me? (4 de julho de 2016-21 de abril de 2017)
- A Shelter for Love (10 de outubro de 2016-16 de junho de 2017)
- Head Over Heels (27 de março-31 de dezembro de 2017)
- La malquerida (19 de junho-31 de dezembro de 2017)
- The Color of Passion (1 de janeiro-30 de junho de 2018)
- My Heart is Yours (1 de janeiro-14 de setembro de 2018)
- Carrossel (23 de outubro de 2017-8 de outubro de 2018)
- I Don't Trust Men Anymore (24 de abril-20 de outubro de 2017)
- Secrets at the Hotel (3 de setembro-21 de dezembro de 2018, últimos 20 episódios repetidos em 24 de dezembro de 2018-25 de janeiro de 2019)
- Simply María (17 de setembro de 2018-22 de março de 2019)
- Fooled Into Love (19 de novembro de 2018-31 de maio de 2019)
- Ask God for Forgiveness... Not Me (19 de novembro de 2018-31 de maio de 2019)
- The Stray Cat (28 de janeiro-26 de julho de 2019)
- Las amazonas (3 de junho-6 de setembro de 2019)
- Wild at Heart (28 de janeiro-20 de setembro de 2019; já exibida pela GMA Network como Corazón indomable em 2015)
- The Three Sides of Ana (3 de junho de 2019-5 de janeiro de 2020)
- Unforgivable (3 de junho de 2019-5 de janeiro de 2020)
- Passion and Power (23 de setembro de 2019-24 de maio de 2020)
- The Neighbor (9 de setembro de 2019-30 de agosto de 2020)
- Anything But Plain (6 de janeiro-18 de outubro de 2020)
- Shadows of the Past (6 de janeiro-25 de outubro de 2020)
- Along Came Love (6 de janeiro-1 de novembro de 2020)
- Fall Into Temptation (1 de fevereiro-25 de junho de 2021)
- Sightless Love (1 de fevereiro-9 de julho de 2021)
- My Husband's Family (10 de maio-28 de setembro de 2021)
- Lying Heart (28 de junho-1 de outubro de 2021)
- The Candidate (12 de julho-5 de outubro de 2021)

### Antologia de Drama
- The Rose of Guadalupe (16 de janeiro de 2017-31 de agosto de 2018, dublada em inglês)

### Outra programação e segmentos
- TeleBalita (2011-2012)
- Telemusika (2011-2012)
- TeleTrivia (2011-2013, 2018)
- David's Salon Makeover Tricks and Tips (2011-2014)
- TeleVShop (2013-2014)
- Rough Draft (2014-2015)